# Saint Macdaras Island
Saint Macdaras Island (iriska: Cruach na Cara) är en ö i republiken Irland.   Den ligger i grevskapet County Galway och provinsen Connacht, i den västra delen av landet, 240 km väster om huvudstaden Dublin. Arean är 0,43 kvadratkilometer.
Terrängen på Saint Macdaras Island är platt. Öns högsta punkt är 26 meter över havet. Den sträcker sig 0,6 kilometer i nord-sydlig riktning, och 0,8 kilometer i öst-västlig riktning.